# Pistol Auto 9mm 1A
Pistol Auto 9mm 1A ("пистолет 1А") — индийский самозарядный пистолет, конструктивный аналог бельгийского пистолета Browning HP образца 1935 года.

## История
В 1941 году в составе британской армии началось создание новых воздушно-десантных частей (на вооружение личного состава которых поступали пистолеты "браунинг" образца 1935 года). В мае 1941 года в Индии была сформирована 50-я индийская десантная бригада, а в октябре 1941 года — 44-я десантная бригада. В 1944 году индийские десантники приняли участие в позиционных боях на севере Индии против японских войск. В том же году британское командование сформировало 44-ю воздушно-десантную дивизию, в которую, кроме двух уже существующих десантных бригад, вошли также вновь сформированный отдельный индийский парашютный полк, 60-е санитарное подразделение, а также 44-й эскадрон дивизионной разведки, укомплектованный сикхами. После раздела Британской Индии в 1947 году парашютная школа в Чаклале и часть подразделений воздушно-десантной дивизии остались на территории Пакистана, однако на территории Индии остались пять полков и 60-е санитарное подразделение дивизии. Таким образом, первые пистолеты этого типа появились на вооружении индийских военнослужащих ещё до предоставления независимости Индии.
После предоставления независимости Индии в августе 1947 года в распоряжении Индии также осталось некоторое количество пистолетов Pistol No.1 Mk.1 и Pistol No.1 Mk.1* (пистолеты Browning HP, выпущенные во время второй мировой войны канадской компанией "John Inglis Co., Ontario" для вооружённых сил Великобритании), ранее находившихся на вооружении британских колониальных войск и британской полиции на территории Индийского Союза.
В дальнейшем военно-политическим руководством Индии было принято решение об освоении производства пистолета. Поскольку учитывалась необходимость ремонта уже имевшихся на вооружении пистолетов, за основу для индийских пистолетов был взят пистолет канадского производства (имеющий незначительные конструктивные отличия от бельгийского прототипа в связи с переводом чертежей с метрической в дюймовую систему). 
В 1971 году на государственном арсенале в городе Ишапур (округ Северные 24 парганы штата Западная Бенгалия) начались подготовительные работы, в 1977 году была выпущена первая партия пистолетов Pistol Auto 9mm 1A, а с 1981 года началось их серийное производство для вооружённых сил, полиции и спецслужб страны, а также на экспорт.

## Описание
Автоматика работает по схеме использования отдачи при коротком ходе ствола. 
Ударно-спусковой механизм курковый, одинарного действия. По израсходовании всех патронов в магазине подаватель надавливает на затворную задержку, которая поднимаясь входит в соответствующий паз затвора-кожуха. В результате затвор-кожух фиксируется в крайнем заднем положении и указывает тем самым владельцу оружия на необходимость перезарядки. 
Ствол длиной 205 мм (в канале ствола шесть правых нарезов с шагом 254 мм). Прицельные приспособления нерегулируемые.
Металлические детали пистолета покрыты воронением.

## Страны-эксплуатанты
- Индия - пистолет принят на вооружение вооружённых сил, полиции и других государственных силовых структур Индии. По состоянию на 2003 год, офицеры и сержанты полиции были лишь частично перевооружены на пистолеты этой модели (т.к. на вооружении полиции по-прежнему оставались револьверы .32-го, .38-го и .455-го калибра)[4].
- Непал